# César Luís Prates
César Luís Prates (* 8. Februar 1975 in Aratiba, RS) ist ein ehemaliger brasilianischer Fußballspieler.

## Erfolge
- Staatsmeisterschaft von Rio Grande do Sul: 1994
- Brasilianischer Fußballmeister: 1997, 1999
- Portugiesischer Meister: 2000, 2002
- Portugiesische Pokalsieger: 2002
- Portugiesischer Super-Cup: 2000, 2002
- Staatsmeisterschaft von Santa Catarina: 2008